# Parque Negishi
El parque Negishi （en japonés, 根岸森林公園 Negishi-shinrin-kouen, ねぎししんりんこうえん） es un parque público ubicado en el distrito de Naka de la ciudad de Yokohama, prefectura de Kanagawa (Japón).

## Sumario

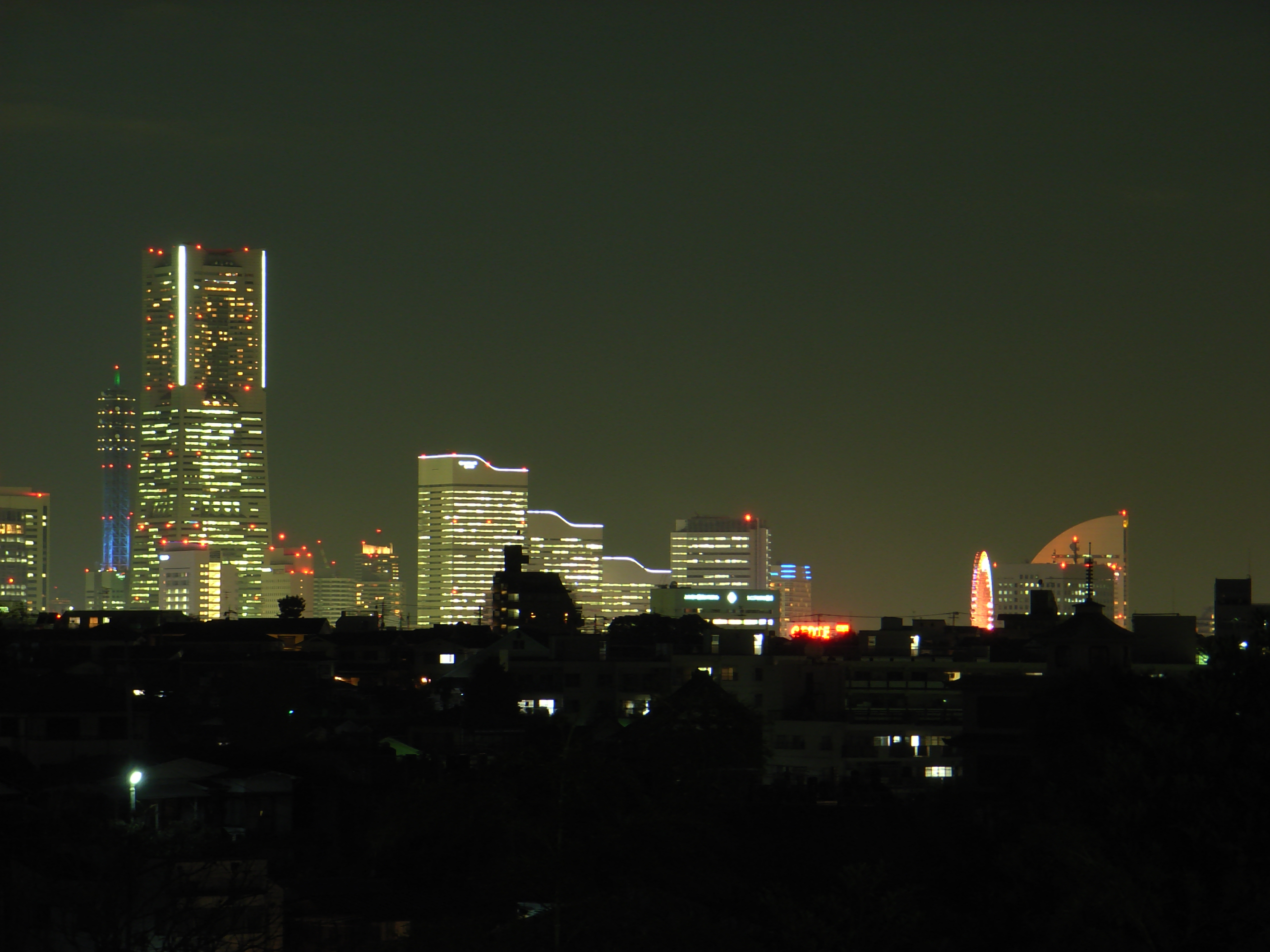
Vista nocturna de Minato Mirai 21 desde el mirador norte

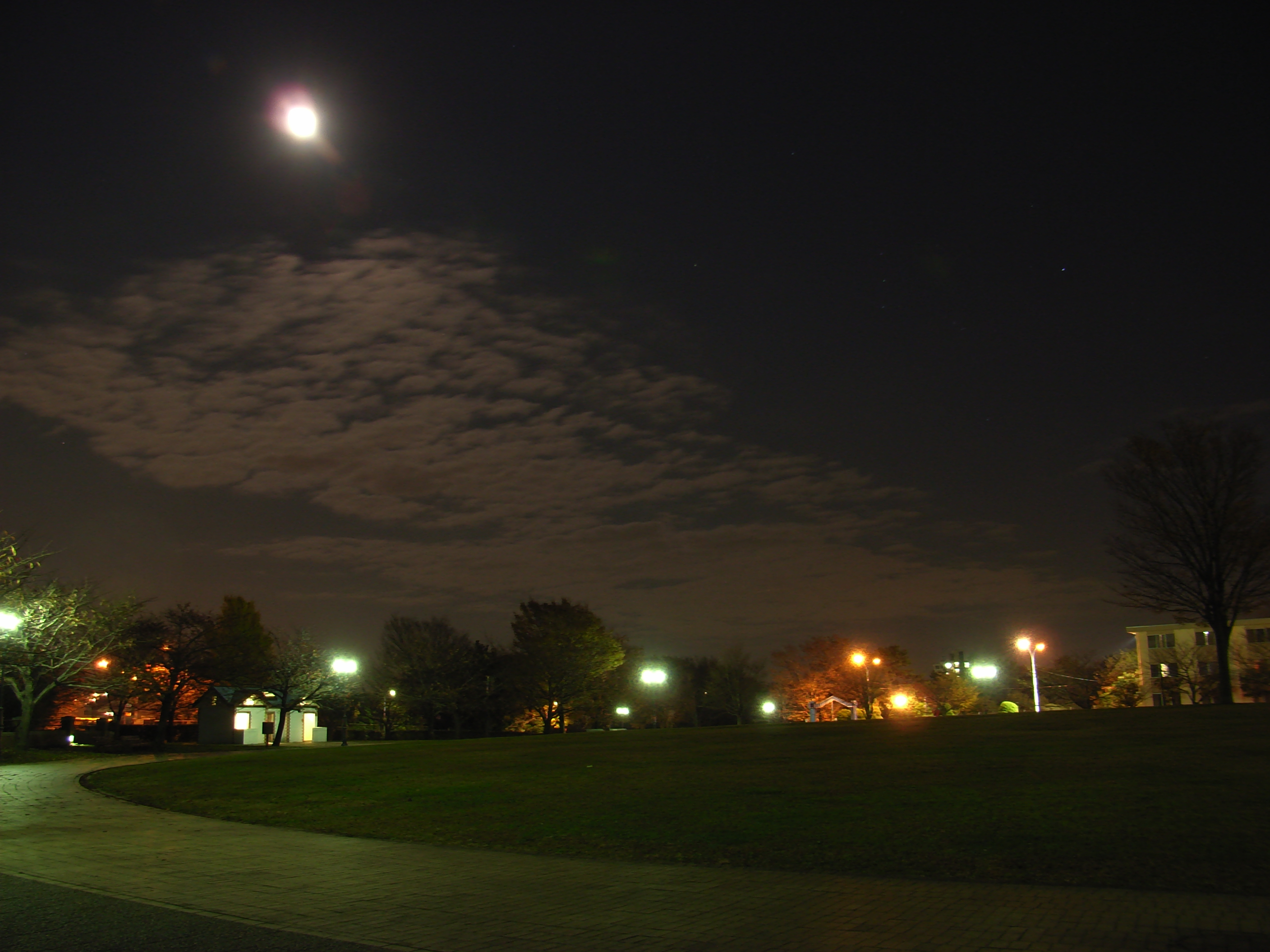
Vista nocturna de la plaza aledaña a las instalaciones militares estadounidenses

El parque Negishi es el lugar de descanso del hipódromo de Yokohama (根岸競馬場). El parque está dividido dos zonas: una zona residencial y en una extensa pradera en los alrededores del antiguo hipódromo. El centro para la memoria histórica del hipódromo de Negishi también se encuentra aledaño con un museo hípico y una vía provista de una sucesión de cerezos. Cabe destacar dichos cerezos ya que al ser uno de los muchos lugares dentro de la prefectura donde se pueden encontrar dichos árboles, el número de visitantes que visitan el parque durante la fiesta del hanami es cuantioso. Este lugar también dispone de aparcamientos y tiendas.
Ya desde antes de la Segunda Guerra Mundial, el parque era conocido popularmente con el apodo "kebajou" (ケーバジョー) pero a medida que se fueron construyendo más apartamentos de lujo y plantaron árboles también se le empezó a llamar "shinrin-kouen" (森林公園).
Actualmente en la explanada se encuentran los restos del hipódromo de Yokohama aunque su acceso está cerrado al público. En su lugar se han dispuesto paneles explicativos. Aquellos que deseen ver Minato Mirai o el Monte Fuji en días claros, desde la plataforma superior pueden hacerlo.

## Acceso
Kanagawa-ken,Yokohama-shi,Naka-ku,Negishi-dai1-3
- Kanagawa-ken,Yokohama-shi,Naka-ku,Negishi-dai1-3 JRNegishi-sen 根岸線：10 minutos a pie desde la estación de Yamate 山手駅.
- Autobús municipal de Yokohama 横浜市営バス: Yokohama Sta. 横浜駅：L103（En dirección a Asahidai-Honmokushako）
- Sakuragicho Sta. 桜木町駅：L21, L366（En dirección a 市電保存館）
- Negishi Sta. 根岸駅：L103・366（En dirección a Yokohama Sta.）・21（En dirección a Sakuragicho Sta.）
- Aparcamiento：200 plazas（tarifa aplicable）

- Datos: Q11536319
- Multimedia: Negishi Forest Park / Q11536319